# Rinoceronts
Els rinoceronts (Rhinocerotidae, del grec rino, 'nas' i keras, 'banya', 'nas banyut') són qualsevol de les cinc espècies supervivents de la família dels rinoceròtids. Les cinc espècies són natives d'Àfrica, l'Orient Pròxim i del sud d'Àsia. Moltes de les espècies de rinoceront es troben en perill d'extinció.
Aquesta família es caracteritza per la seva gran mida (una de les poques supervivents que constitueixen la megafauna) amb espècies capaces d'arribar a la tona o més; dieta herbívora; i una gruixuda pell protectora, 1,5-5 cm de gruix, formada per capes de col·lagen; cervell relativament petits per mamífers d'aquesta mida (400-600 g); i la banya. Els rinoceronts són apreciats per les seves banyes. No es tracta d'una banya vertadera, està constituïda per pèl gruixut compactat que creix des del crani sense suport esquelètic. Els rinoceronts també tenen una bona oïda així com un excel·lent sentit de l'olfacte, però no tenen bona vista a qualsevol distància. La majoria dels rinoceronts viuen 50 o més anys.
Les dues varietats africanes tenen dues banyes en tàndem, mentre que els tipus asiàtics només presenten una banya.
Les dues espècies de rinoceronts que es troben a l'Àfrica són:
- rinoceront blanc (Ceratotherium simum)
- rinoceront negre (Diceros bicornis)

A l'Àsia hi ha tres espècies: 
- rinoceront de Java (Rhinoceros sondaicus)
- rinoceront de l'Índia (Rhinoceros unicornis)
- rinoceront de Sumatra (Dicerorhinus sumatrensis)

## Característiques

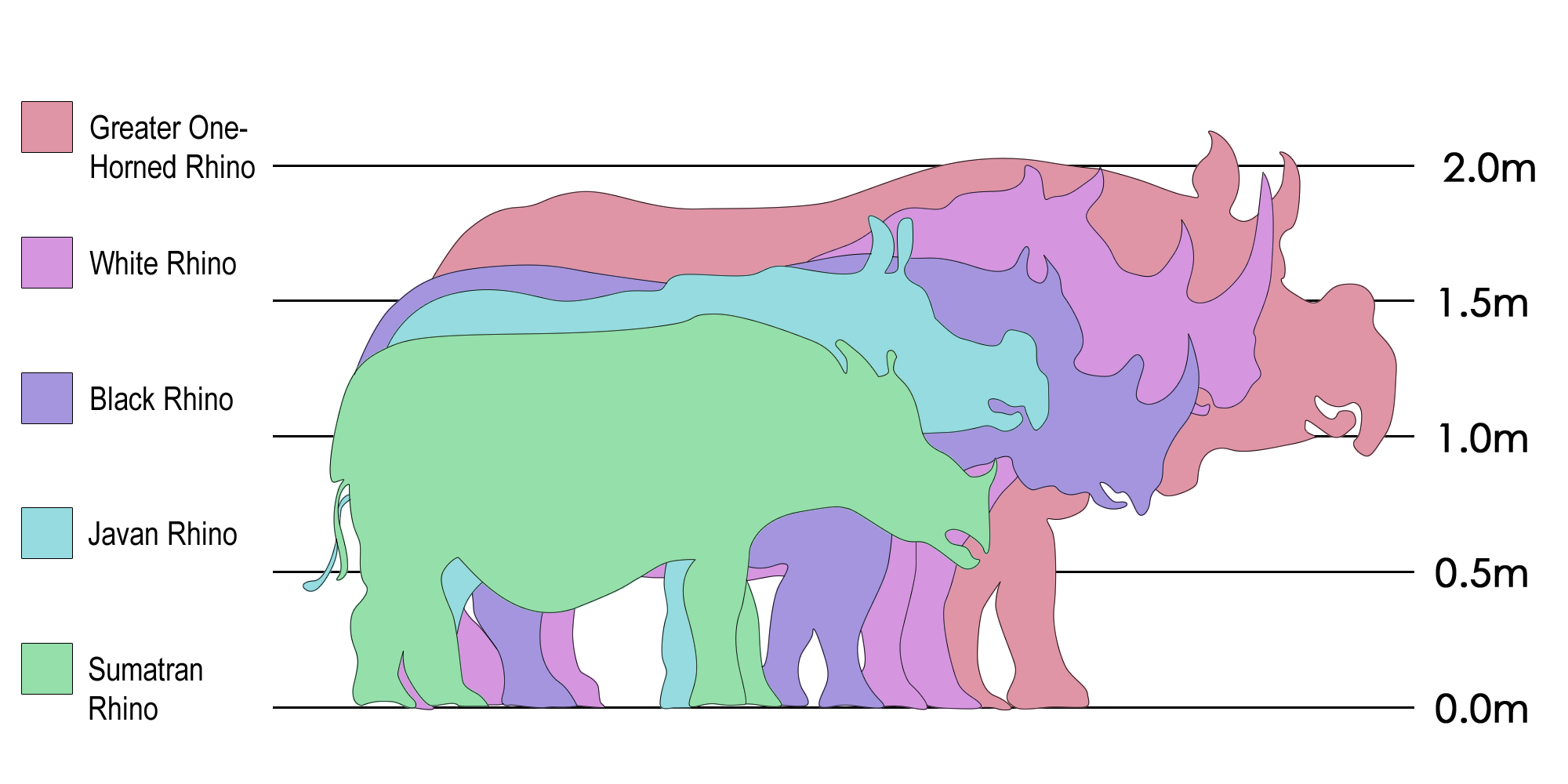
Comparativa de grandàries de les espècies vives de rinoceront.

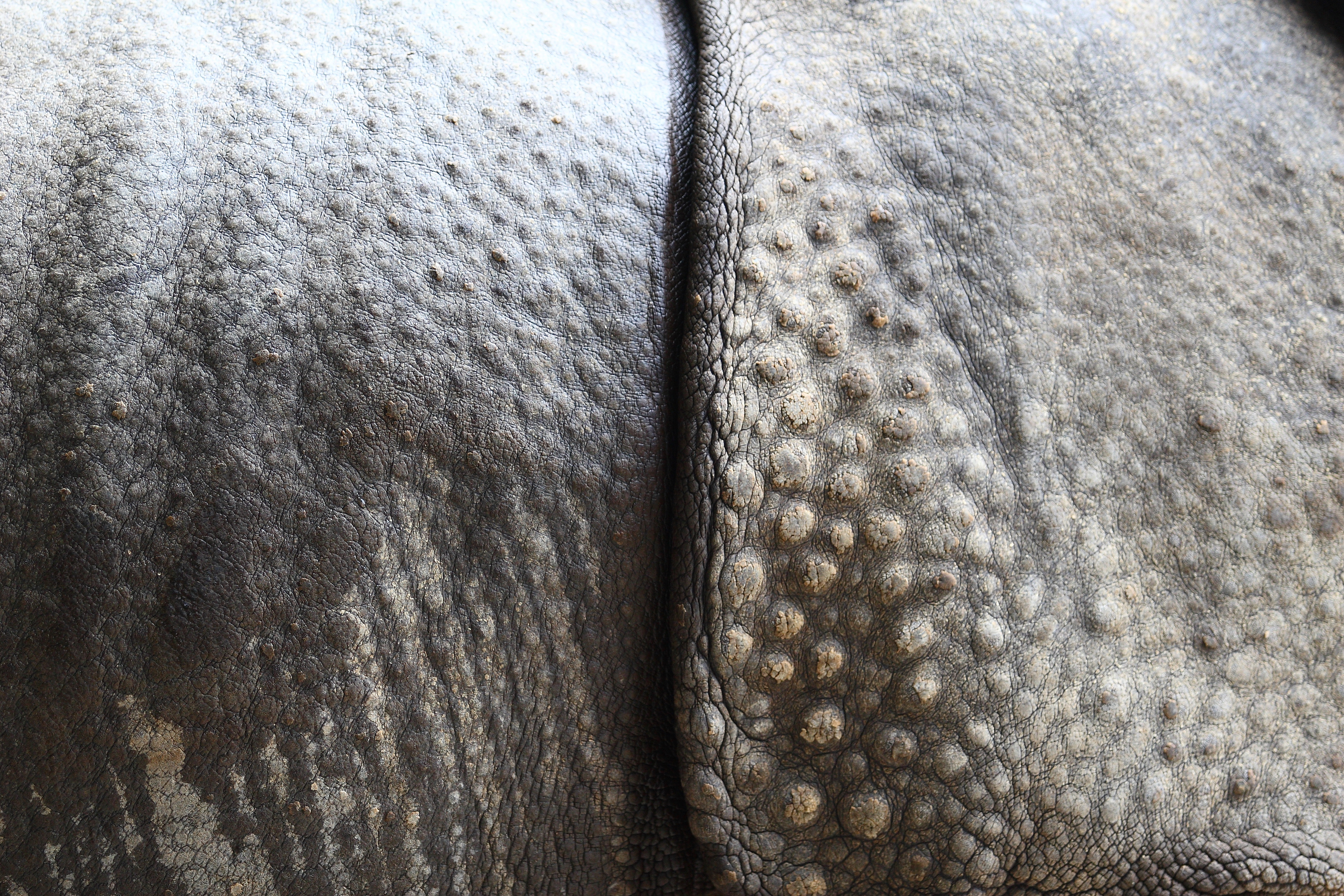
Detall de la pell d'un rinoceront.

La paraula «rinoceront» (ρινόκερος) prové dels termes grecs rhino ('nas') i kera ('banya'), i significa literalment 'nas cornut' i al·ludeix a les característiques banyes en el musell, que són a més un valorat trofeu i la raó principal de la seva caça. A diferència de les banyes d'altres espècies, com els antílops, les banyes dels rinoceronts no tenen un nucli ossi, sinó que estan fetes de queratina, la mateixa substància que forma els pèls i les ungles de la resta de mamífers. Les dues espècies africanes i el rinoceront de Sumatra tenen dues banyes, mentre que el de l'Índia i el de Java tenen només un.
La família dels rinoceronts es caracteritza per la seva gran grandària, sent de les poques espècies considerades com megafauna existents avui dia, juntament amb elefants i hipopòtams; totes les espècies poden sobrepassar com a mínim la tona de pes. Tots són herbívors, i tenen una pell gruixuda i resistent, d'entre 1,5 i 5 cm de grossor, formada per capes superposades de col·lagen. Tenen cervells relativament petits per a la seva grandària corporal (entre 400 i 600 g). Encara que s'alimenten en general de fulles, la seva capacitat de fermentar l'aliment en el còlon els permet sobreviure consumint matèria vegetal més llenyosa, com arrels i branques, de ser necessari. Al contrari que altres espècies de perissodàctils, les espècies africanes de rinoceronts no tenen dents en la part frontal de la boca, emprant per mastegar uns potents premolars i molars per aixafar l'aliment d'origen vegetal. La fórmula dental varia d'espècie a espècie, però en general és: 0-2.0-1.3-4.3
Els rinoceronts tenen un agut sentit de l'olfacte i un oïda sensible, però una vista molt dolenta. La seva esperança de vida màxima és d'uns 60 anys. La longitud del cap i el cos és de 240 a 315 cm en el rinoceront de Sumatra i de 335 a 420 cm en el rinoceront blanc. El pes, que és de 800 kg en el rinoceront de Sumatra, pot arribar als 3.600 kg en el rinoceront blanc, el segon animal terrestre més gran després de l'elefant.
Totes les espècies són perisodàctils; és a dir, tenen un dit central més desenvolupat a cada pota, que els serveix de suport principal, i dos dits menors als costats. Això dona a les seves petjades el característic aspecte d'un as de trèvol. En el cas del rinoceront blanc i de l'indi, els mascles adults són molt majors que les femelles, però en les altres espècies mascles i femelles tenen una grandària similar.
Els rinoceronts tenen una vista escassa, encara que són capaços de distingir a una persona immòbil fins a uns 30 m de distància. Els ulls estan situats a banda i banda del seu cap. La seva oïda és molt fina, i les orelles són de tipus tubular, movent-se ràpidament en la direcció d'on prové el so. Però el seu sentit més desenvolupat és l'olfacte; la quantitat de teixit olfactori en el musell supera a la grandària del cervell.

## Alimentació

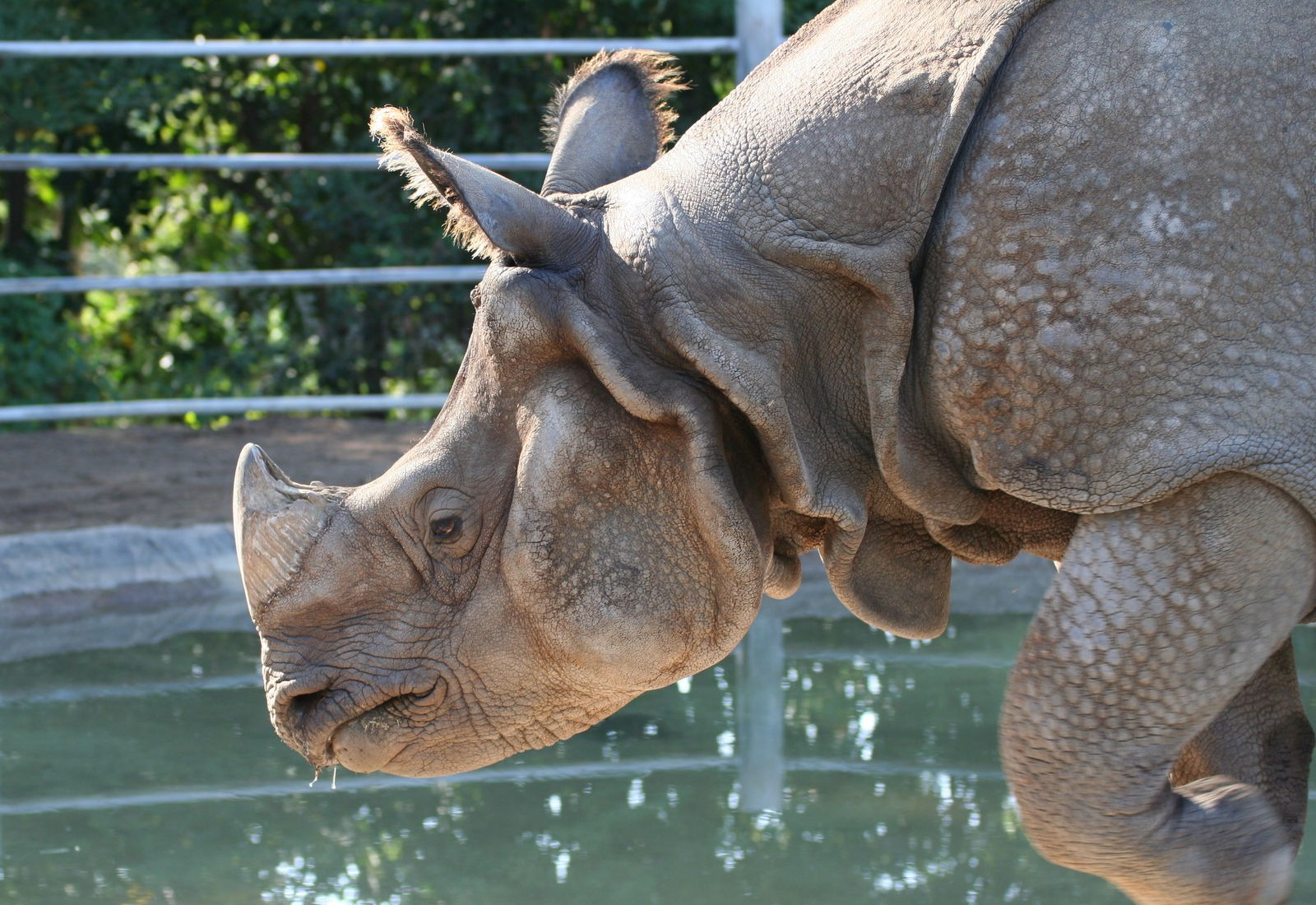
Els rinoceronts s'han vist amenaçats per la caça il·legal.

Tots els rinoceronts són herbívors i necessiten una gran quantitat d'aliment diari per mantenir el seu gran volum. Poden tolerar aliments relativament alts en fibra en la seva dieta, gràcies a la capacitat del seu còlon de fermentar i digerir el teixit vegetal llenyós, però prefereixen parts més nutritives i toves quan n'hi ha disponibles. Les dues espècies africanes de rinoceront han perdut les dents frontals, i encara que les espècies asiàtiques conserven incisius (i el rinoceront de Sumatra fins i tot canins), aquestes peces s'han adaptat més per barallar-se que per a l'alimentació. No obstant això, cada espècie s'ha adaptat al consum d'un tipus de matèria vegetal. El rinoceront negre té un llavi superior prènsil que utilitza per trencar els extrems de les branques de les plantes llenyoses. El rinoceront blanc, en canvi, compta amb un crani allargat i uns llavis amples que utilitza per pastar les herbes curtes. El rinoceront de l'Índia també té un llavi superior prènsil, que usa per obtenir herbes altes i petits arbustos. Tant el rinoceront de Java com el de Sumatra, sovint derroquen petits arbres per menjar-se les seves fulles i brots, i totes les espècies excepte el blanc inclouen alguns fruits en la seva dieta. Tots els rinoceronts beuen gairebé diàriament, però en condicions àrides poden sobreviure entre quatre o cinc dies sense beure. El rinoceront de l'Índia passa grans períodes a l'aigua, mentre les espècies africanes solen preferir revolcarse en el fang. Si bé l'aigua els refresca, el fang els protegeix contra les picades de mosques, mosquits i altres insectes.

## Reproducció
Les femelles del rinoceront blanc i l'indi comencen els seus cicles sexuals al voltant dels cinc anys, i pareixen les seves primeres cries entre els sis i els vuit anys. Les femelles del rinoceront negre, que són més petites, són fèrtils un any abans. Per norma general, totes les espècies tenen una sola cria per part, encara que la presència de dues mames ha portat a especular sobre la possibilitat de gestació de dues cries en casos excepcionals. L'interval entre successives procreacions és, com a mínim, de vint-i-dos mesos, encara que el normal és que variï entre els dos i els quatre anys. Les cries són petites en néixer, pesen uns 65 kg en els casos del rinoceront blanc i indi i 40 kg en el rinoceront negre, i poden seguir el pas de les seves mares tres dies després de nascuts.
Els mascles aconsegueixen la capacitat de procrear entre els set i els vuit anys, però no solen reproduir-se almenys fins als deu anys. Una particularitat dels rinoceronts és que els testicles no descendeixen a l'escrot, i el penis, quan està retret, està dirigit cap enrere. Les femelles tenen dues mames situades entre les dues potes posteriors. Els naixements es produeixen en qualsevol mes de l'any, però en el cas dels rinoceronts africans els naixements es produeixen en major nombre entre la fi de l'estació humida i començaments de l'estació seca.

## Comportament
El rinoceront és un animal solitari i territorial. Per regla general només hi ha associació entre una mare i la seva cria menor, i els mascles adults de totes les espècies només s'associen temporalment amb femelles en època de zel. Entre els rinoceronts blancs, i de vegades en els indis, els animals immadurs formen parelles, i de vegades constitueixen grups més nombrosos. El rinoceront blanc és el més sociable de les cinc espècies, i les femelles sense descendència es reuneixen de vegades i accepten la companyia d'un o més animals immadurs, podent formar-se grups persistents de fins a set individus.
Tant mascles com femelles es mouen sempre a les mateixes zones o territoris, que varien en grandària segons l'espècie i el gènere (de 9 a 15 km les femelles de rinoceronts blanc i indi, de 3 a 90 km les de rinoceront negre), i que marquen de forma olfactòria mitjançant la seva femta i la seva orina. La femta és dipositada i després dispersada a coces. Quan patrullen regions limítrofes dels seus territoris, orinen amb relativa freqüència. En totes les espècies els territoris de les femelles se solapan extensament i no hi ha entre elles indicis de territorialitat. Encara que, mentre les femelles del rinoceront blanc solen tenir contactes amistosos fregant-se els nassos, les del rinoceront indi responen generalment amb agressivitat a qualsevol proximitat. Els mascles, no obstant això, tendeixen a enfrontar-se amb qualsevol altre mascle que envaeixi el seu territori. De la mateixa manera, tant el rinoceront blanc com l'indi responen freqüentment amb escomeses agressives quan se'ls molesta, però molt sovint les seves càrregues no són més que escomeses cegues destinades a espantar a l'intrús.
En els seus enfrontaments, els rinoceronts repeteixen els mateixos gestos una vegada i una altra fins que un d'ells es rendeix. Els animals enfrontats estrenyen les banyes un contra un altre i s'empenyen; no solen carregar un contra un altre, tal com fan altres mamífers dotats de banyes, ja que la massa combinada de tots dos n'hi hauria prou per aixafar-los el crani o partir-los el coll en el moment de l'impacte. Finalitzat el conflicte, el mascle dominant proclama la seva supremacia expulsant una ruixada d'orina polvoritzada mentre que el mascle subordinat es retira. L'amo d'un territori que resulti vençut deixa de marcar-lo amb orina i d'escampar els seus excrements, i assumeix la condició de mascle subordinat.
La longevitat dels rinoceronts varia dels trenta-dos anys del rinoceront de Sumatra als quaranta-cinc anys del rinoceront blanc i indi, encara que poden viure fins als seixanta anys, o més.

## Diversitat
Totes les espècies tenen 82 cromosomes (nombre diploide, 2n, per cèl·lula), excepte els rinoceronts negres, que tenen 84. En qualsevol cas, és la major quantitat de cromosomes coneguda en qualsevol mamífer.
Les cinc espècies vives se subdivideixen en quatre gèneres:
- El més primitiu, el dels Dicerorhinus, va sorgir en el Miocè, fa uns 20 milions d'anys,[3] i el seu únic representant viu és el rinoceront de Sumatra. El rinoceront llanut europeu, ja extint, també formava part del mateix gènere.
- El gènere Rhinoceros compta amb dues espècies, els rinoceronts de Java i de l'Índia, originades fa uns deu milions d'anys.
- El gènere Diceros, originat en el Miocè mitjà (fa uns 14,2 milions d'anys), està format pel rinoceront negre, del que es reconeixen quatre subespècies (una ja extingida).
- El gènere Ceratotherium és el propi de l'anomenat rinoceront blanc, una escissió del gènere Diceros, originària del Pliocè inicial (fa uns 5 milions d'anys). L'espècie consta de dues subespècies.

### Rinoceront blanc

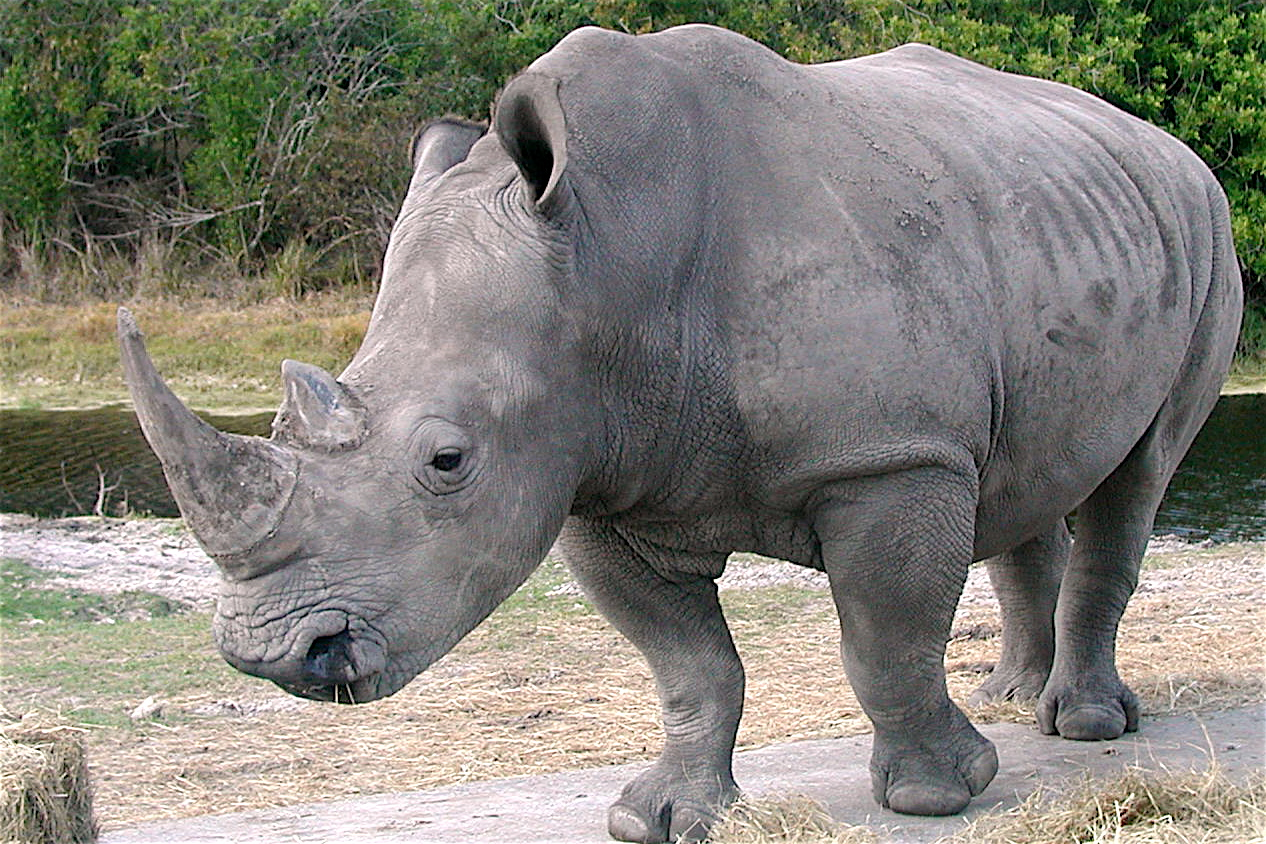
El rinoceront blanc és en realitat gris.

El rinoceront blanc o rinoceront de mandíbula quadrada (Ceratotherium simum) és, després de l'elefant, el major dels animals terrestres encara existents al món, juntament amb el rinoceront de l'Índia, que és comparable en grandària, i alguns exemplars mascles d'algunes espècies d'hipopòtam. N'existeixen dues subespècies; en el 2005, Sud-àfrica era el major hàbitat natural de la primera d'elles, el rinoceront blanc del sud (Ceratotherium simum simum), amb una població de 20.150 exemplars, la qual cosa converteix al rinoceront blanc en l'espècie de rinoceront més abundant del món.
El rinoceront blanc té un cos compacte i gran, i un cap proporcionalment major que la de les altres espècies, coll curt i un pit més ample. Pot sobrepassar les 3 tones, sol mesurar de 3,35 a 4,2 m de cap a cua, i mesura a la creu entre 150 i 185 cm. El major exemplar mesurat pesava uns 3.600 kg. Presenten dues banyes sobre el morro; el frontal és major que el posterior, i sol mesurar uns 90 cm de llarg, encara que pot aconseguir els 1,5 m en els exemplars de major grandària. El rinoceront blanc posseeix en el clatell una espècie d'inflor que correspon a la inserció del lligament que suporta el pes del seu impressionant cap. Els amples llavis del rinoceront blanc li permeten fer grans dentellades en les plantes no llenyoses, amb el que supleixen la seva falta d'incisius. Solen alimentar-se d'herba curta i matolls.
Malgrat el seu nom, el color de la pell dels rinoceronts blancs és en realitat principalment gris, en tonalitats que poden incloure del marró-groguenc fins al gris pedra. La confusió en el nom prové d'una mala traducció: com els primers exemplars foren observats a Sud-àfrica, el nom original en anglès (white rhino) es va prendre del nom en Afrikaans wyd, que en realitat no significa 'blanc' (white), sinó 'ample'; la forma de la boca era la principal manera de distingir-lo del rinoceront negre, la boca del qual no és ampla i quadrada, sinó estreta i picuda.

### Rinoceront negre

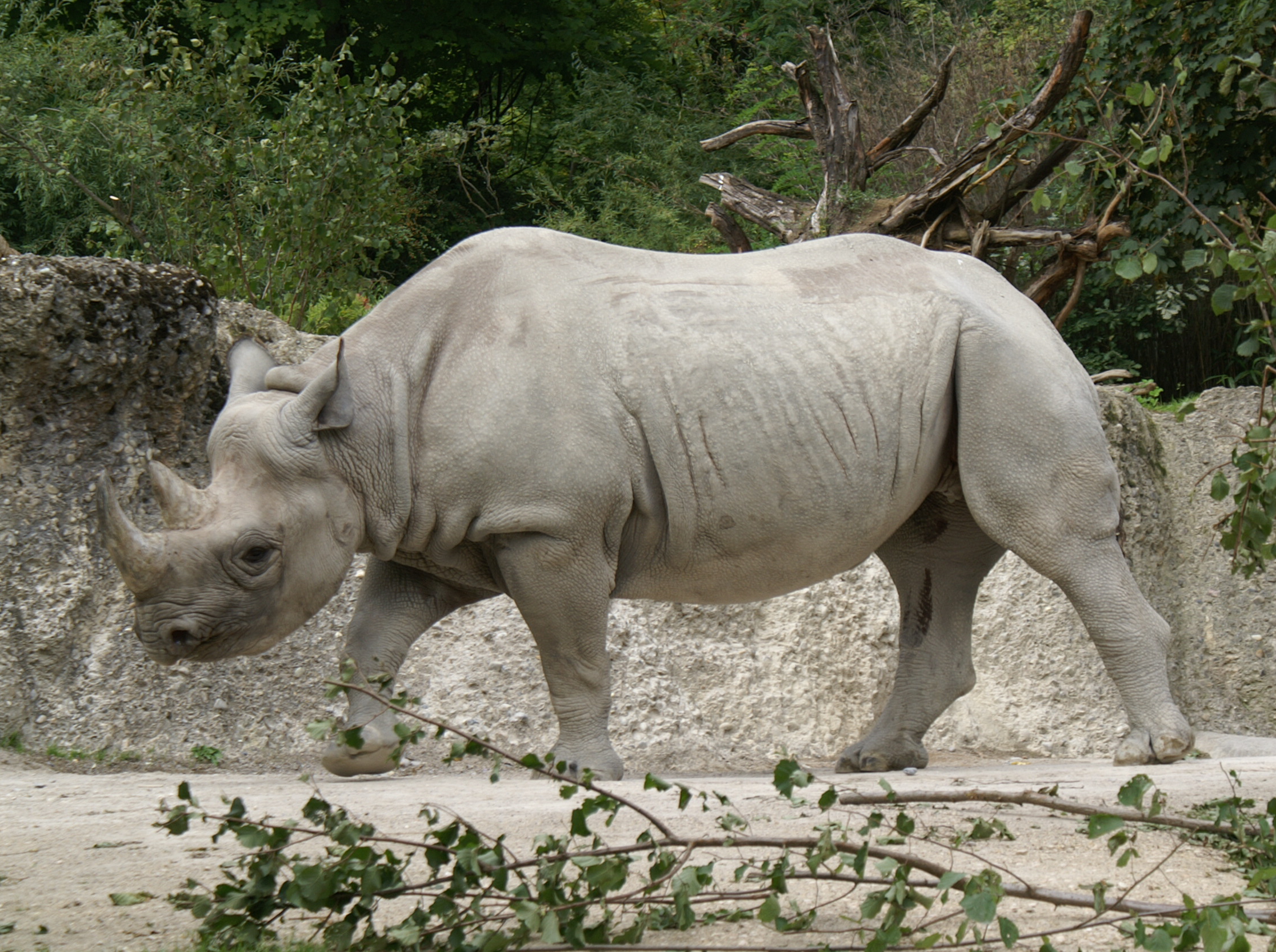
El rinoceront negre és molt semblant en el seu color al rinoceront blanc.

Encara que el nom de les dues espècies africanes es va triar per distingir-les, en realitat resulta molt confús, ja que ambdues presenten pràcticament el mateix color de pell, igual al de la resta d'espècies de rinoceront existents en l'actualitat. Existeixen quatre subespècies de rinoceront negre. La més nombrosa és el rinoceront negre del Centre-Sud (Diceros bicornis minor), que en temps s'estenia des del centre de Tanzània cap al sud, a través de Zàmbia, Zimbàbue i Moçambic, fins al nord i l'est de Sud-àfrica. El rinoceront negre del Sud-oest (Diceros bicornis bicornis) està millor adaptat a les sabanes desèrtiques i semidesèrtiques de Namíbia, del sud d'Angola i de l'oest de Botswana i Sud-àfrica. El rinoceront negre de l'est (Diceros bicornis michaeli) habita principalment a Tanzània, i el rinoceront negre de l'oest (Diceros bicornis longipes) fou declarat extint el 2011.
Un rinoceront negre adult fa entre 147 i 160 cm d'altura fins a l'esquena, i entre 3,3 i 3,6 m de longitud. Els adults pesen entre 800 i 1400 kg, podent arribar excepcionalment als 1820 kg; les femelles solen ser de grandària inferior als mascles. Presenten dues banyes a sobre del musell, fets de queratina. El frontal sol mesurar uns 50, encara que en casos excepcionals pot arribar als 1,4 m. De vegades poden desenvolupar una tercera banya en una posició més endarrerida, sempre inferior als dos anteriors. El rinoceront negre és més petit que el blanc i té una boca punxeguda, en lloc d'ampla i plana. A diferència del seu parent africà, s'alimenta principalment d'arbustos i fulles baixes d'arbres en lloc de pastures i matolls; això permet a ambdues espècies coexistir en un mateix hàbitat sense competir pels recursos naturals.
És conegut per ser violent i perillós, perquè moltes persones han mort pels seus atacs.
A causa de la seva grandària, el rinoceront adult és presa impossible però les seves cries descurades serien víctimes fàcils dels lleons i hienes, o, més estrany, dels cocodrils.

### Rinoceront indi

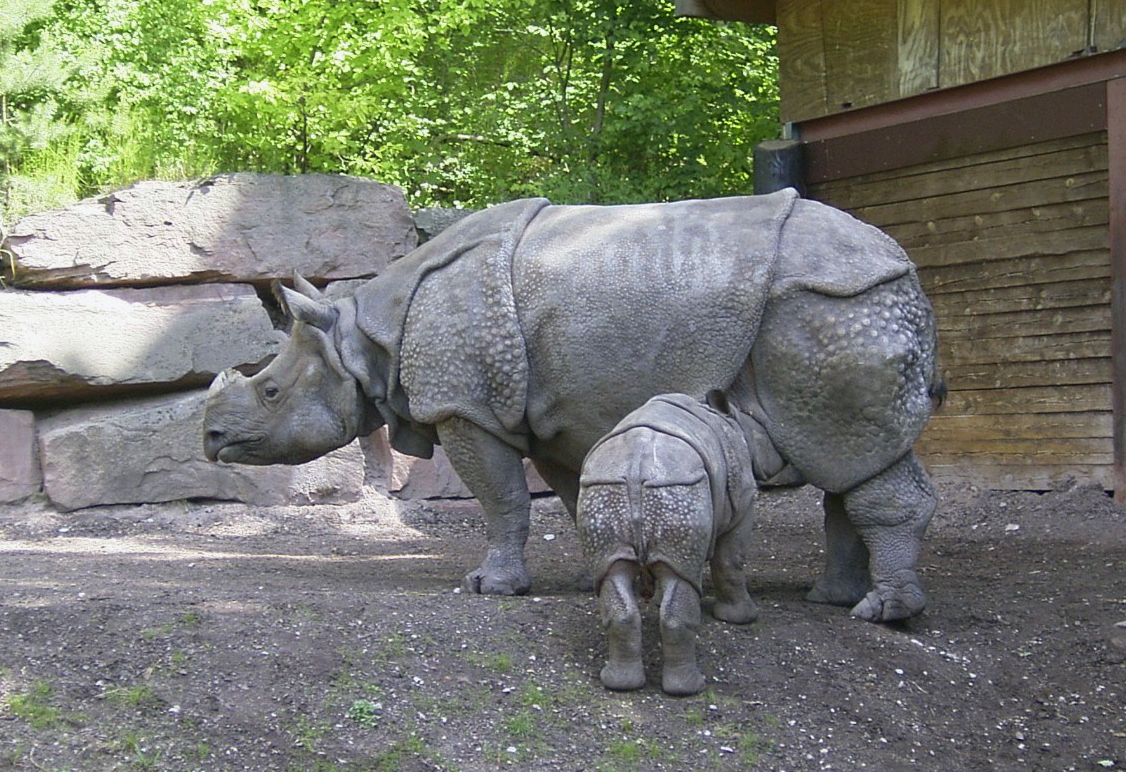
Rinoceront de l'Índia amb la seva cria en el Zoo de Nuremberg.

El Rinoceront de l'Índia o gran rinoceront unicorn (Rhinoceros unicornis) tingué el seu hàbitat natural en àrees des del Pakistan fins a Myanmar (arribant fins i tot fins a la Xina), però actualment, i a causa de l'acció de l'home, només pot trobar-se en llibertat en algunes àrees del Nepal i Assam, a l'Índia, a les zones de prades i boscos que formen els pujols al sud de l'Himàlaia.
El rinoceront indi té una pell gruixuda, de to platejat, que forma grans plecs sobre el seu cos, donant-li un aspecte encara més cuirassat que el d'altres espècies de rinoceront. La seva grandària és comparable al del rinoceront blanc africà. Els mascles adults són majors que les femelles, pesant entre 2.200 i 3.000 kg, mentre aquestes pesen uns 1.600 kg; El major exemplar que s'ha mesurat pesava uns 3.500 kg. Els mascles adults mesuren entre 1,7 i 2 m d'altura i fins a uns 4 m de longitud. El rinoceront indi té un sola banya, que pot mesurar entre 20 i 100 cm.

### Rinoceront de Java
El rinoceront de Java (Rhinoceros sondaicus) és una de les espècies de mamífers més rares i en major perill d'extinció del món. Segons estimacions del 2002, només queden uns 60 exemplars en llibertat, repartits per petites comunitats de Java (Indonèsia) i del Vietnam. De totes les espècies de rinoceronts, la de Java és la menys coneguda. Aquests animals prefereixen les selves tropicals denses, les zones d'herbes altes i jaços de lleres pluvials amb grans extensions de maresmes. Encara que en temps antics van estar estesos per tota Àsia, en la dècada de 1930 ja havien estat caçats fins a l'extinció a l'Índia, Myanmar, Malàisia i Sumatra, per culpa de les suposades propietats medicinals de la seva banya i la seva sang.
Igual que el seu parent proper, el rinoceront de l'Índia, el rinoceront de Java té una sola banya, i la seva pell forma grans plecs en el coll, esquena i cambres posteriors, donant-li un aspecte molt cuirassat. El cos d'un mascle adult pot mesurar entre 3,1 i 3,2 m de llarg, i entre 1,5 i 1,7 m d'altura. Els adults poden variar en el seu pes des dels 900 fins als 1.400 kg, o de 1.360 a 2.000 kg, segons les fonts. La banya d'un mascle adult pot arribar als 26 cm, mentre que les femelles no tenen banya.

### Rinoceront de Sumatra

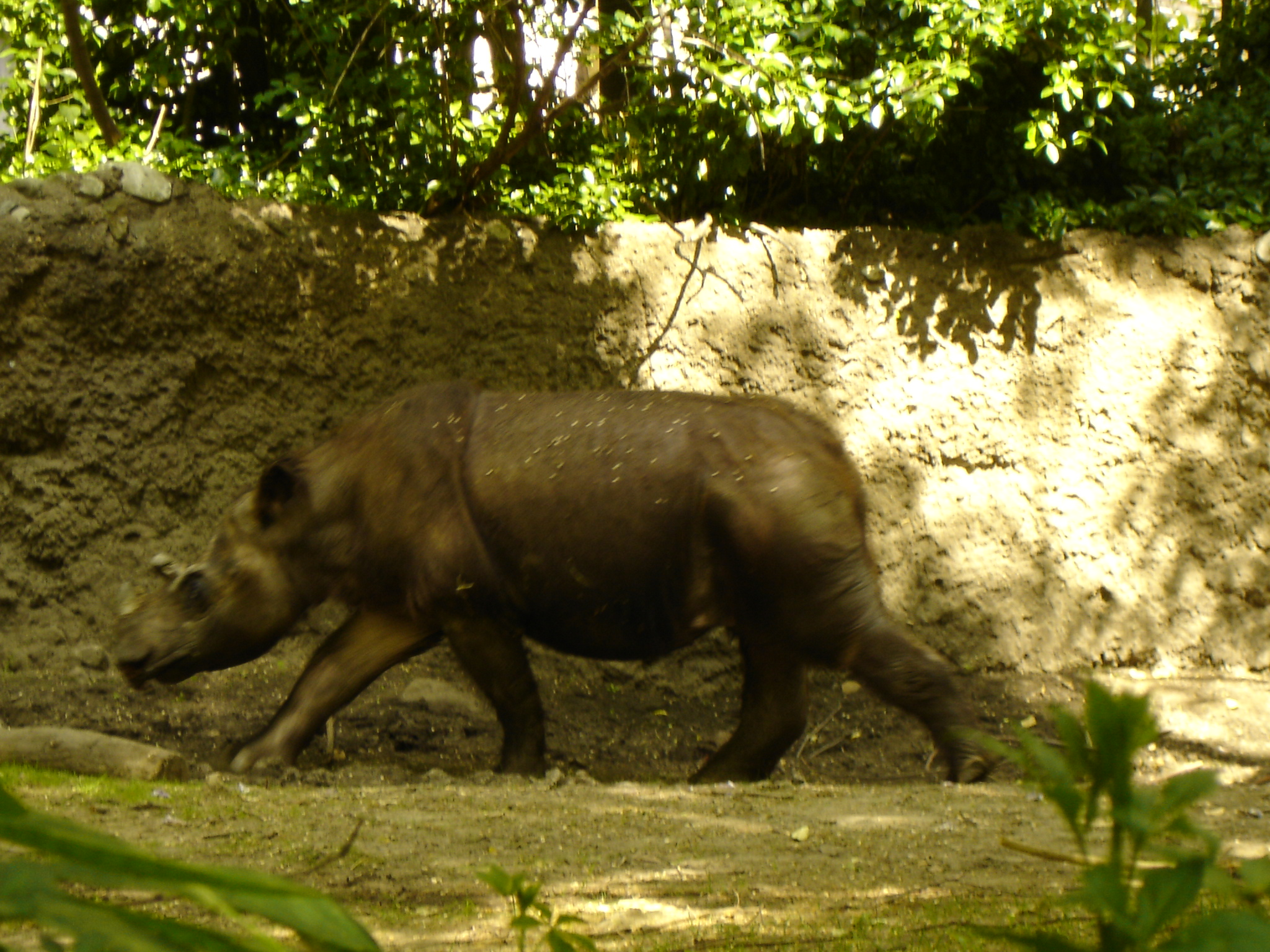
Un rinoceront de Sumatra en el Zoo del Bronx.

El rinoceront de Sumatra (Dicerorhinus sumatrensis) és la més petita de les espècies de rinoceront existents, així com la més peluda, la qual cosa li permet sobreviure a gran altitud a Borneo i Sumatra. A causa de la caça furtiva, el seu nombre ha descendit gradualment, i és un dels mamífers més rars i en major perill d'extinció, amb tan sols uns 300 exemplars vius en llibertat.
Un rinoceront de Sumatra adult sol mesurar uns 1,3 m d'altura fins a la creu, amb una longitud d'entre 2,4 i 3,15 m i un pes rondant els 700 kg, encara que l'exemplar més gran mai mesurat arribava a la tona. Igual que les espècies africanes, té dues banyes, el major en la part frontal (de 25 a 79 cm), i el menor darrere, normalment de menys de 10 cm. Els mascles tenen banyes molt majors que els de les femelles. El pèl pot ser dens (sobretot en les cries), o escàs. El color del pèl i la pell és d'un marró vermellós. El cos és curt, amb potes rodones, i també tenen uns llavis prènsils.

## Evolució
Els membres de la família Rhinocerotidae es van diferenciar d'altres perissodàctils a principis de l'Eocè: s'han trobat fòssils de Hyrachyus eximus al nord d'Amèrica datats en aquest període. Aquest petit antecessor sense banya semblava més un tapir o un cavall petit que un rinoceront. Durant el final del període Eocè es van desenvolupar tres famílies, de vegades incloses en la superfamília Rhinocerotoidea: Hyracodontidae, Amynodontidae i Rhinocerotidae.
Els Hyracodontidae, també anomenats «rinoceronts corredors», presentaven adaptacions enfocades cap a la velocitat en carrera, i s'haurien assemblat més als cavalls que als actuals rinoceronts. Els hiracodòntids més petits tenien la grandària d'un gos mitjà; el major, el paracerateri, desproveït de banyes, es creu que hauria estat el major mamífer terrestre en trepitjar el planeta, amb set metres d'altura, deu de longitud, i pesant unes 15 tones. Com les girafes, s'alimentava de les fulles dels arbres, i s'estengué per tot el continent euroasiàtic durant l'Eocè mitjà fins al Miocè inicial.
La família dels Amynodontidae, també coneguts com a «rinoceronts aquàtics», es va dispersar per tot el nord d'Amèrica i el continent euroasiàtic des de l'Eocè tardà fins a l'Oligocè inicial. Els amynodòntids eren similars als hipopòtams en ecologia i aparença, habitant rius i llacs, i compartint amb ells la majoria de les seves adaptacions a la vida aquàtica.

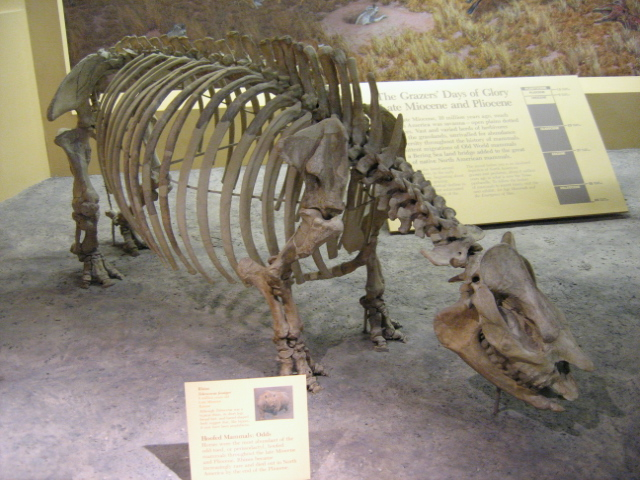
Teleoceras, un gènere extingit de rinoceront.

La família de la qual formen part tots els rinoceronts moderns, Rhinocerotidae, va aparèixer per primera vegada a l'Eocè tardà a Euràsia. Els primers membres de la família eren petits i nombrosos; almenys 26 gèneres van viure a Euràsia i Nord-amèrica, fins que una onada d'extincions a l'Oligocè mitjà va anihilar la majoria de les espècies menors. No obstant això, van sobreviure diversos llinatges independents, com els Menoceras, un rinoceront de la grandària d'un porc amb dues banyes situades a un costat i un altre del cap, o el Teleoceras nord-americà, de cames curtes i cos rodó, que va viure fa 5 milions d'anys. Els últims rinoceronts del continent americà es van extingir en el Pliocè.

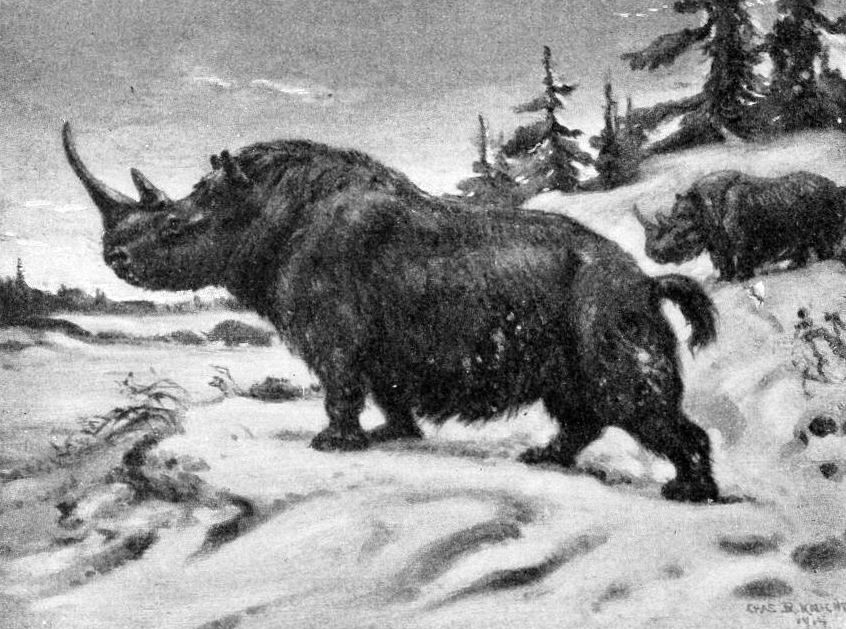
Coelodonta, l'extint rinoceront llanut.

Es creu que els rinoceronts moderns es van dispersar per Àsia a partir del Miocè. Dues espècies van sobreviure a la glaciació més recent i van habitar a Europa fins fa amb prou feines 10.000 anys. El rinoceront llanut (Coelodonta antiquitatis) va aparèixer a la Xina fa un milió d'anys, i va arribar a Europa fa uns 600.000 anys. Juntament amb el mamut llanut, va sobreviure a l'última glaciació, i tots dos es feren nombrosos a Euràsia, però finalment foren caçats fins a l'extinció pels primers éssers humans. Una altra espècie de rinoceront de gran grandària, l'Elasmotherium, conegut també com a «unicorn gegant», mesurava dos metres d'altura, cinc de longitud i pesava unes 5 tones, comptava amb una enorme i única banya i podia córrer com un cavall.
De les espècies encara existents, el rinoceront de Sumatra és la més arcaica, amb uns 15 milions d'anys d'antiguitat. Estava emparentat molt a prop amb el rinoceront llanut, però no amb cap altra de les espècies actuals. El rinoceront indi i el de Java són parents propers, membres d'un llinatge de rinoceront asiàtic més recent, originat fa entre 2 i 4 milions d'anys.
L'origen de les dues espècies de rinoceronts africanes actuals pot atribuir-se a un ancestre comú, el Ceratotherium neumayri, de finals del Miocè. Tots dos llinatges se separaren a principis del Pliocè, amb l'aparició de fòssils del més probable antecessor del rinoceront negre, el Diceros praecox. De fet, les espècies africanes estan tan properes que poden aparellar-se i reproduir-se amb èxit entre elles.

## Visió cultural dels rinoceronts

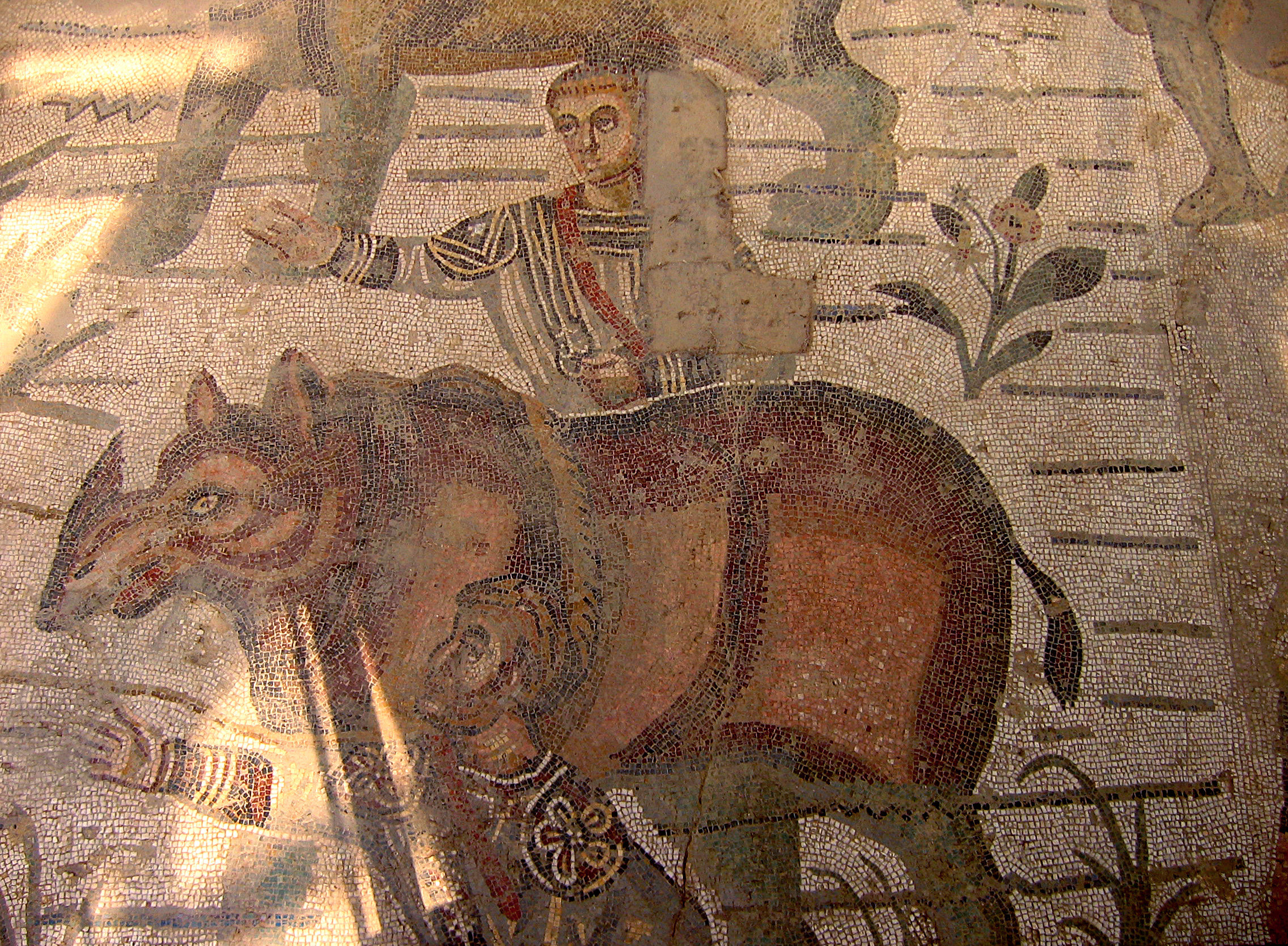
Rinoceront representat en un mosaic romà a la vila romana del Casale, excavació arqueològica a prop de Piazza Armerina a Sicília, Itàlia.

En la cultura euroasiàtica, el rinoceront (més concretament Elasmotherium) és segurament l'origen del mite de l'unicorn, un cavall amb una sola banya a la meitat del front, que en èpoques posteriors es va modificar fins a prendre la forma romàntica amb què s'associa el terme avui dia.
A l'Àsia existeixen diverses llegendes, comunes a Malàisia, l'Índia i Myanmar, sobre rinoceronts que apaguen focs aixafant-los. Fins i tot tenen un nom especial en malai, badak api ('rinoceront de foc'). En elles, l'animal sorgiria de la selva en el moment en què es declarés un incendi en el bosc per aixafar-lo sota les seves potes i extingir-lo. És possible que hi hagi part de veritat en la llegenda, però resulta impossible de verificar-ho, atès que l'albirament de rinoceronts en llibertat a Àsia s'ha tornat gairebé impossible a causa de la pressió realitzada sobre les espècies per la caça il·legal. Aquesta llegenda apareix clarament esmentada en la pel·lícula Els déus han d'estar bojos (Jamie Uys, 1980), així com en un episodi d'Els Simpson.

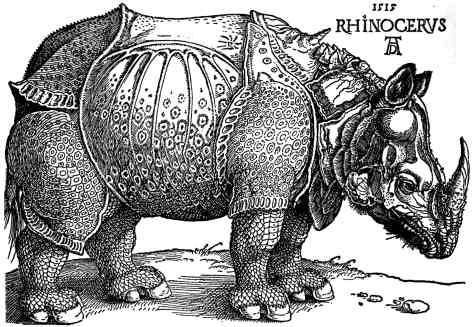
Rinoceront, per Albert Dürer (1515).

Albert Dürer va crear un famós gravat d'un rinoceront el 1515, encara que mai havia vist un. De manera que, malgrat les seves imprecisions anatòmiques, el Rinoceront de Dürer fou considerat durant molts segles com un dibuix fidel a la forma real d'un rinoceront indi.

### La banya del rinoceront com a remei

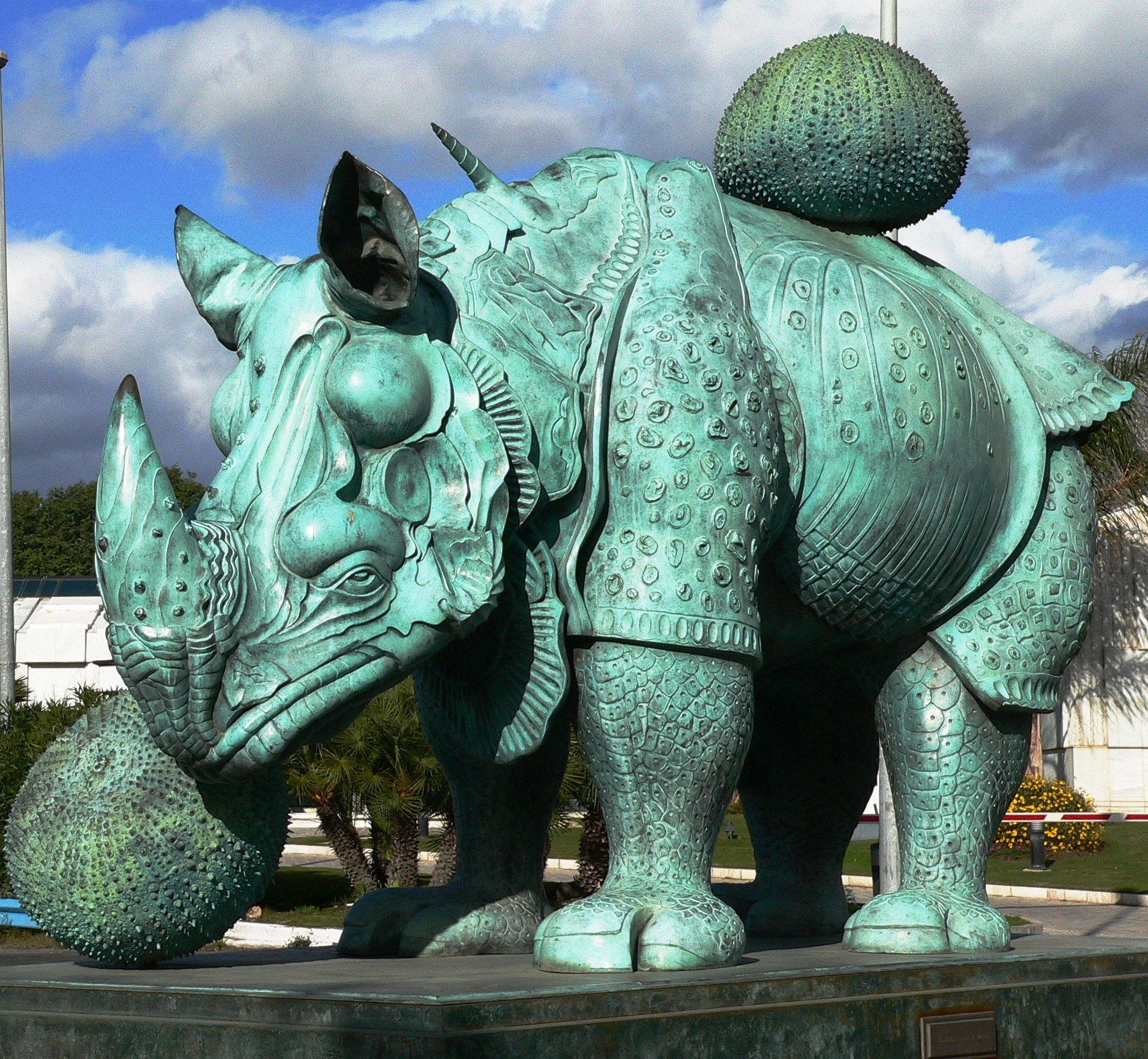
Rinoceront de Salvador Dalí de 3.600 kg. al Port José Banús des de setembre de 2004.

Com ja s'ha esmentat, la característica més evident del rinoceront és la seva banya o banyes, situades a sobre del musell i una darrere l'altra en cas que n'hi hagi dues. A diferència d'altres banyes de mamífers, la banya del rinoceront està composta de queratina i manca d'un nucli d'os. La banya del rinoceront ha estat emprada durant segles per la medicina xinesa tradicional, així com per a la confecció de mànecs de daga i ornaments al Iemen, Oman i l'Índia.
Un mite molt comú és el d'afirmar que s'empra a la Xina com afrodisíac. De fet, s'empra en el tractament de febres i convulsions. Els intents d'aconseguir que es deixi d'emprar com a remei han tingut resultats dispars, ja que molts practicants de la medicina tradicional xinesa consideren que la banya de rinoceront és una medicina que salva vides, i de molta millor qualitat que els seus substitutius. No obstant això, la Xina ha signat el tractat CITES. Amb la finalitat de prevenir la caça furtiva, en algunes zones s'anestesia als rinoceronts i se'ls talla la banya de forma regular. Molts països mantenen magatzems de banyes de rinoceront, tallades legalment o confiscades, que han de ser vigilades acuradament.

## Taxonomia
- Família Rhinocerotidae
  - Trigonias
  - Subfamília Rhinocerotinae
    - Tribu Aceratheriini
      - Aceratherium (extint)
      - Acerorhinus (extint)
      - Alicornops (extint)
      - Aphelops (extint)
      - Chilotheridium (extint)
      - Chilotherium (extint)
      - Dromoceratherium (extint)
      - Floridaceras (extint)
      - Hoploaceratherium (extint)
      - Mesaceratherium (extint)
      - Peraceras (extint)
      - Plesiaceratherium (extint)
      - Proaceratherium (extint)
      - Sinorhinus (extint)
      - Subchilotherium (extint)

    - Tribu Teleoceratini
      - Aprotodon (extint)
      - Brachydiceratherium (extint)
      - Brachypodella (extint)
      - Brachypotherium (extint)
      - Diaceratherium (extint)
      - Prosantorhinus (extint)
      - Shennongtherium (extint)
      - Teleoceras (extint)

    - Tribu Rhinocerotini
      - Gaindatherium (extint)

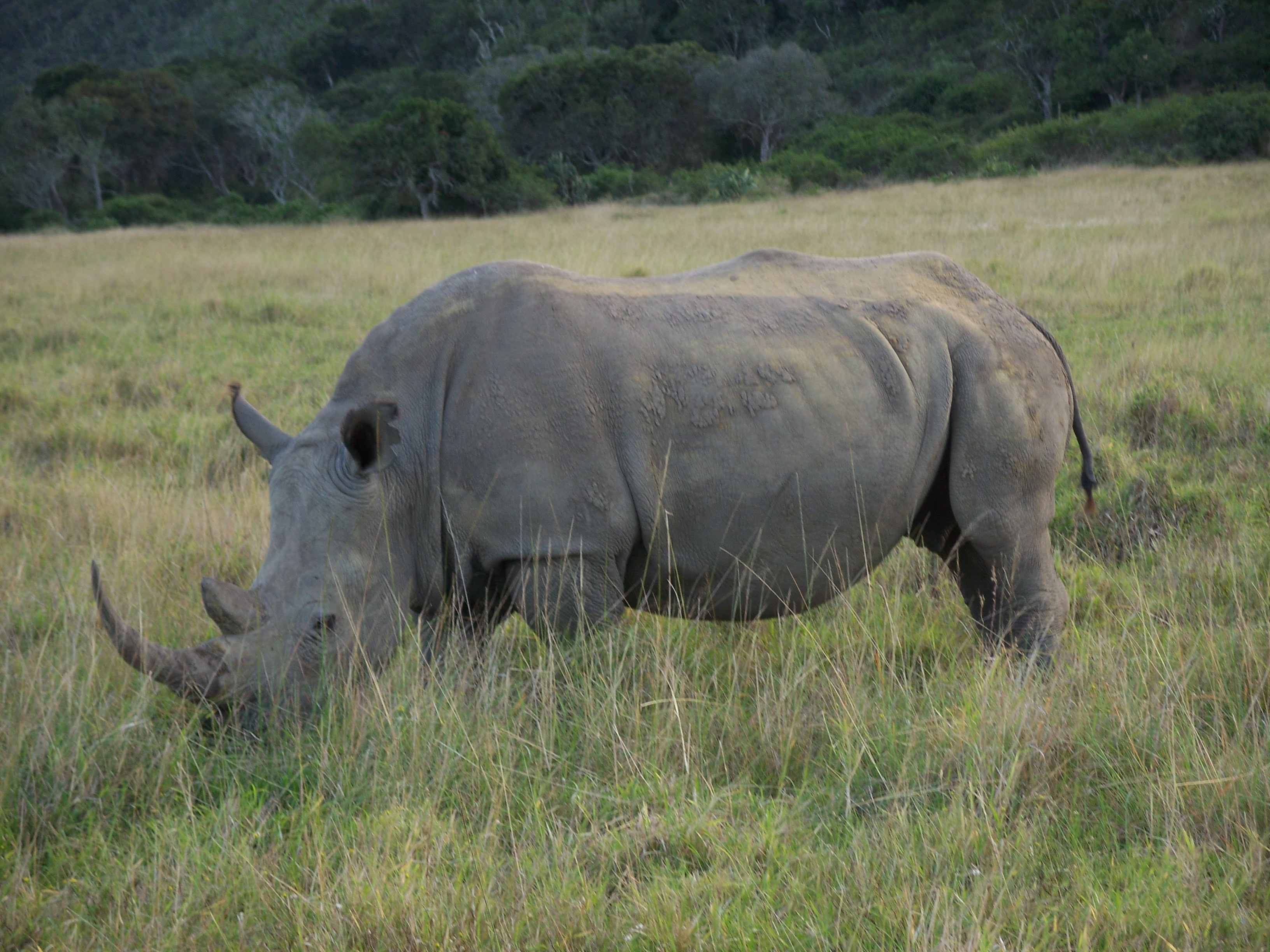
Rinoceront a Sud-àfrica.

      - Rhinoceros - Rinoceront de l'Índia i Rinoceront de Java

    - Tribu Dicerorhinini
      - Coelodonta - Rinoceront llanut (extint)
      - Dicerorhinus - Rinoceront de Sumatra
      - Dihoplus (extint)
      - Lartetotherium (extint)
      - Stephanorhinus (extint)

    - Tribu Ceratotheriini
    - Ceratotherium - rinoceront blanc i afins
    - Tribu Dicerotini
    - Diceros - Rinoceront negre
    - Paradiceros (extint)

  - Subfamília Elasmotheriinae
    - Gulfoceras (extint)
    - Tribu Diceratheriini
      - Diceratherium (extint)
      - Subhyracodon (extint)

    - Tribu Elasmotheriini
      - Bugtirhinus (extint)
      - Caementodon (extint)
      - Elasmotherium - Unicorn gegant (extint)
      - Hispanotherium (extint)
      - Huaqingtherium (extint)
      - Iranotherium (extint)
      - Kenyatherium (extint)
      - Menoceras (extint)
      - Ningxiatherium (extint)
      - Ougandatherium (extint)
      - Parelasmotherium (extint)
      - Procoelodonta (extint)
      - Sinotherium (extint)
      - Tongxinotherium (extint)